# Cuddington (Cheshire)
Cuddington, ook Cuddington (Weaver and Cuddington), is een civil parish in het bestuurlijke gebied Cheshire West and Chester, in het Engelse graafschap Cheshire met 5333 inwoners.